# Arrest (Zivilprozess)
Der Arrest ist im schweizerischen SchKG und im deutschen Zivilprozessrecht eine Maßnahme zur Sicherung der künftigen Zwangsvollstreckung wegen einer Geldforderung.

## Deutschland
Der Arrest dient dem vorläufigen Rechtsschutz des Gläubigers einer Geldforderung oder wegen eines Anspruchs, der in eine Geldforderung übergehen kann. In eine Geldforderung übergehen kann jeder vermögensrechtliche Anspruch, indem er sich bei Nichterfüllung in einen Schadensersatzanspruch auf Geld verwandelt.
Er ist in den §§ 916 bis § 934 der Zivilprozessordnung (ZPO) geregelt. Der Arrest wird in einem besonderen Erkenntnisverfahren, dem Arrestprozess vom zuständigen Arrestgericht (§ 919 ZPO) angeordnet, im Falle einer mündlichen Verhandlung durch Endurteil, andernfalls durch Beschluss. Soll die Sicherung einer anderen Forderung, die nicht Geldforderung ist oder in eine solche übergehen kann, betrieben werden, ist anstatt des Arrests eine einstweilige Verfügung statthaft (§ 935, § 940 ZPO).
Man unterscheidet den dinglichen Arrest, der in der Beschlagnahme einzelner Vermögensgegenstände des Schuldners besteht und den persönlichen Arrest durch Beschränkung der Bewegungsfreiheit des Schuldners (persönlicher Sicherungsarrest).
Vollzogen wird der Arrestbefehl auf erneuten Antrag des Gläubigers durch das zuständige Vollstreckungsorgan (§ 928 ZPO), der dingliche Arrest durch Pfändung (§ 930 ZPO), der persönliche Arrest durch Haft oder sonstige Beschränkung der persönlichen Freiheit (§ 933 ZPO).
Die Vollziehung des Arrests kann durch Hinterlegung eines bestimmten Geldbetrags abgewendet werden (§ 923, § 934 ZPO).

## Schweiz
In der Schweiz ist der Arrest in Art. 271 ff. SchKG geregelt.
Dieses Sicherungsmittel ist unabhängig von der Konkursfähigkeit des Schuldners zulässig.
Der Arrest wird in einem Superprovisorium bewilligt. Im Arrestverfahren gilt grundsätzlich eine Beweisstrengebeschränkung (Glaubhaftmachung); ausgenommen ist der Nachweis der Prozessvoraussetzungen.
Die sachliche Zuständigkeit wird von den kantonalen Gesetzgebern bestimmt.
Im Arrestverfahren bestehen insbesondere folgende Verteidigungsmöglichkeiten:
- Einsprache gegen den Arrestbefehl (Art. 278 SchKG)[6]
- Schadenersatzklage (Art. 273 SchKG)[7]
- Beschwerde (Art. 17 SchKG)[8]
- Widerspruchsverfahren (Art. 106 ff. SchKG)[9]

Die Kausalhaftung nach Art. 273 Abs. 1 SchKG des Arrestgläubigers greift nicht bei einem mangelhaften Arrestvollzug.
Ein wichtiger Vorteil und wichtiger Anwendungsbereich des Arrestes ist der so genannte Ausländerarrest (Artikel 271 Absatz 1 Ziffer 5 SchKG) in Verbindung mit Artikel 4 IPRG. Damit wird einem Gläubiger ermöglicht, in der Schweiz gelegenes Vermögen eines (von der Schweiz gesehen) ausländischen Schuldners zu verarrestieren und danach in der Schweiz einen Prozess zu führen (eben am so genannten Gerichtsstand des Arrestortes nach Artikel 4 IPRG); wobei Vermögen eines im Ausland domizilierten Schuldners nach schweizerischer Auffassung dort gelegen ist, wo dessen Schuldner sitzt (zum Beispiel liegt Vermögen, das ein Kanadier auf einem Schweizer Bankkonto hat, am Ort dieser Bank), was den Anwendungsbereich dieser Regel erweitert.
Ist der Schuldner allerdings in einem Vertragsstaat des Lugano-Übereinkommens ansässig, gilt der Arrestort als exorbitanter Gerichtsstand. Der Arrest gegenüber einem Einwohner eines „Lugano-Staates“ ist dann zwar möglich, für das entsprechende Gerichtsverfahren („Prosequierungsverfahren“), das der Gläubiger anstrengt, gilt aber der nach dem Lugano-Übereinkommen festgelegte Gerichtsort.